# بروس بيغز
بروس بيغز (بالإنجليزية: Bruce Biggs)‏ هو لغوي نيوزيلندي، ولد في 4 سبتمبر 1921، وتوفي في 18 أكتوبر 2000.